# Odpowiedź zbrojna
Odpowiedź zbrojna (tytuł oryg. Armed Response) – amerykański film sensacyjny z roku 1986.

## Opis fabuły
Prywatny detektyw Clay Roth i jego partner Cory zostają zatrudnieni przez Akirę Tanakę, japońskiego bossa gangsterskiego, do wykonania pewnej misji. Za zadanie mają zdobycie statuy, która Tanace potrzebna jest do zapobieżenia wojnie jego kryminału z chińskim tajnym związkiem. Misja przebiega łagodnie, lecz Cory ma wobec niej inne plany – chce się bowiem wzbogacić. Sytuacja się komplikuje i Clay umiera. Członkowie jego rodziny – ojciec Burt, były policjant, oraz bracia, Tommy i Jim, weterani wojny wietnamskiej – zaczynają interesować się mafią Tanaki. W trakcie poszukiwania przydatnych informacji na terenie posesji Tanaki, Tommy zostaje schwytany i poddany torturom. Ostatecznie ginie, a wykonanie postawionego zadanie pozostaje na barkach Jima i Burta.

## Obsada
- David Carradine jako Jim Roth
- Lee Van Cleef jako Burt Roth
- Brent Huff jako Tommy Roth
- Mako jako Akira Tanaka
- Lois Hamilton jako Sara Roth
- Cary-Hiroyuki Tagawa jako Toshi